# Papubolbe
Papubolbe es un género de mantis  (insectos del orden Mantodea) que cuenta con las siguientes especies. Es originario de Nueva Guinea.

## Especies
- Papubolbe curvidens
- Papubolbe eximia
- Papubolbe flava
- Papubolbe gressitti
- Papubolbe longipennis
- Papubolbe picea